# Richard Müller (Architekt)
Richard Julius Müller (* 18. Februar 1877 in Reps, Siebenbürgen; † 18. November 1930 in Dresden) war ein deutscher Bauingenieur und Architekt.

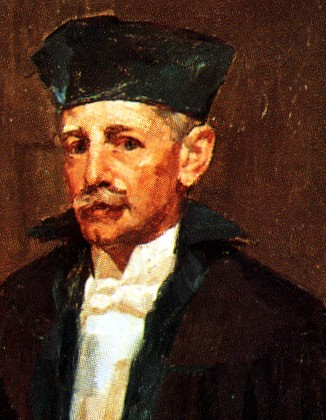
Richard Müller auf dem Gemälde Der Senat der Technischen Hochschule Dresden von Ferdinand Dorsch (Ausschnitt; 1927)

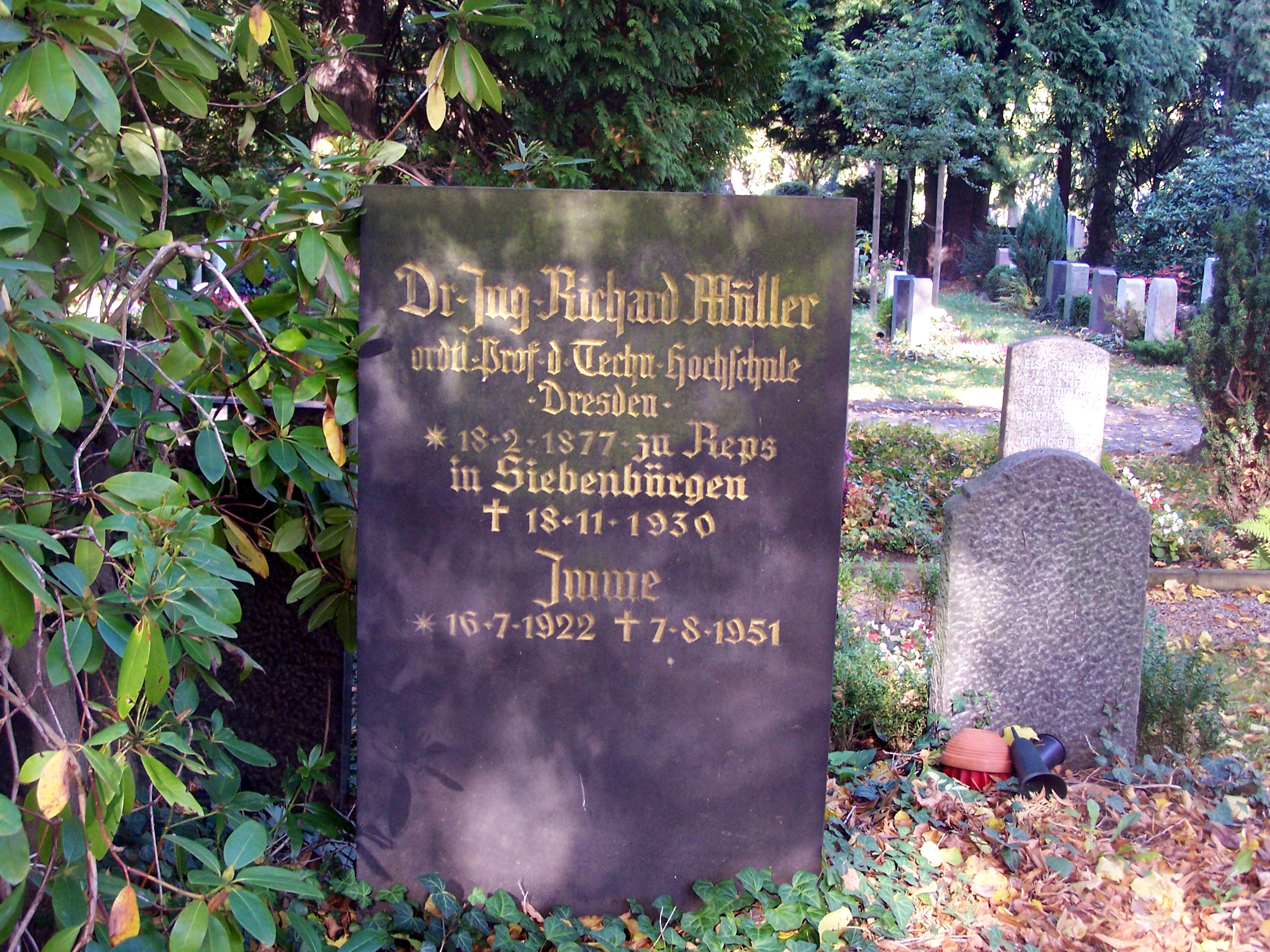
Grab von Richard Müller auf dem Äußeren Plauenschen Friedhof in Dresden

## Leben
Müller studierte ab 1896 Architektur und Bauwesen an der TH Budapest, in Hannover und Paris. Während seines Studiums wurde er 1897 Mitglied der Burschenschaft Germania Hannover. Sein Architekturstudium schloss er 1902 ab, sein Diplom als Bauingenieur erhielt er 1904 an der TH Hannover. Er arbeitete ab 1904 als Bauingenieur bei der Brückenbauanstalt Aug. Klönne in Dortmund und ein Jahr später als Laboringenieur bei Telefunken in Berlin. An der TH Hannover wirkte er als Assistent für Erd- und Straßenbau und promovierte dort im Jahr 1908 zum Thema Neue Versuche an Eisenbetonbalken über die Lage und das Wandern der Nullinie und die Verbiegung der Querschnitte. Versuche über reine Haftfestigkeit.
Es folgten Anstellungen in verschiedenen Betonbauunternehmen als Ingenieur und Abteilungsleiter, bevor er 1911 an der TH Hannover Lehrbeauftragter und Assistent für Statik, Eisenbahnbrücken und Eisenbetonbau wurde. Müller folgte 1911 einem Ruf an die Technische Hochschule Dresden, wo er bis 1930 als Professor für Baukonstruktionslehre in der Hochbauabteilung lehrte; gleichzeitig war er Direktor der Sammlung für Baukonstruktionslehre. Im Studienjahr 1926/1927 stand er der Hochschule als Rektor vor.
Müller starb 1930 in Dresden und wurde auf dem Äußeren Plauenschen Friedhof bestattet. Zu jenem Zeitpunkt war sein Büro in Dresden in der Lüttichaustraße 1a, sein privater Wohnsitz war in Oberlößnitz die Villa Sonnenhof.
Einer seiner Schüler war Rolf Göpfert.

## Bauten

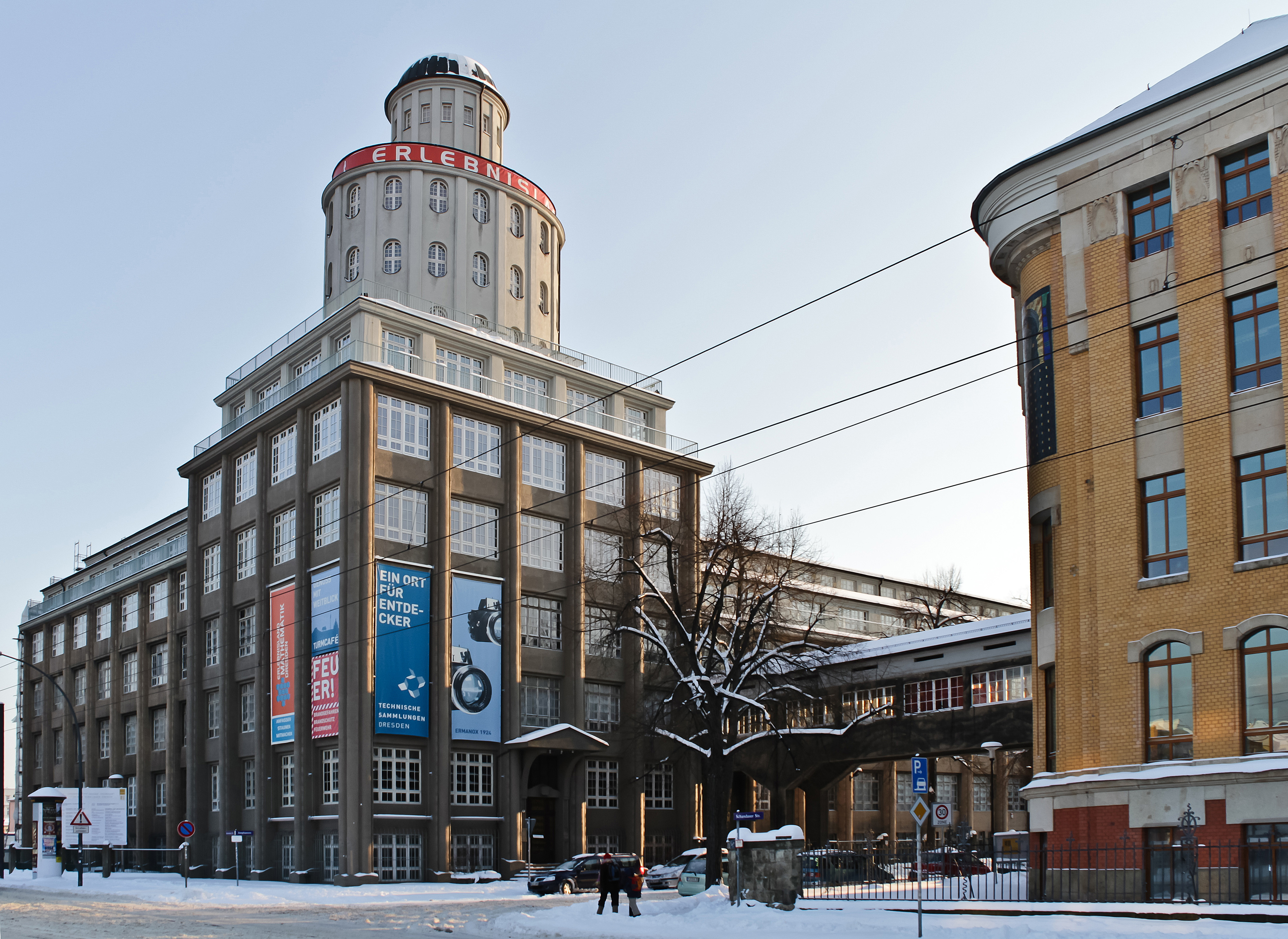
Ernemann-Fabrik

- 1915–1918 und 1922–1923: Fabrikgebäude mit Turmbau für die Ernemann AG, Schandauer Straße / Junghansstraße, Dresden-Striesen, mit Emil Högg
- 1916–1917: Wasserturm in Radebeul, mit Richard Schleinitz
- Eingangsgebäude zum Ausstellungsgelände an der Stübelallee in Dresden, mit Emil Högg
- Gaststätte „Oberbayern“, mit Emil Högg
- Likörstube „Zaunkönig“, mit Emil Högg